# NGC 6245
NGC 6245 est une entrée du New General Catalogue qui concerne un corps céleste perdu ou inexistant dans la constellation du Dragon. Cet objet a été enregistré par l'astronome américain Lewis Swift le 28 juin 1884.